# Infected Mushroom
Infected Mushroom és un duet israelià de música electrònica i trance psicodèlic format per Erez Aizen i Amit Duvdevani «Duvdev». Des de la seva formació a Haifa, el grup conserva l'estil del seu primer enregistrament de 1999, The Gathering, apreciant-se una constant evolució acústica a les següents publicacions Classical Mushroom (2000), BPEmpire (2001) i Converting Vegetarians (2003). L'àlbum IM the Supervisor (2004) representa un dels més grans èxits aconseguits fins al moment d'Erez i Duvdev, actuant en indrets on potser no s'imaginaven arribar a l'inici de la seva carrera musical i venent milers d'àlbums, fet inusual en el gènere psytrance.
Utilitzen una gran quantitat de fonts musicals, incloses guitarres acústiques i baixos sintetitzats complexos. Les seves composicions sovint contenen canvis de ritme de bateria i de ritme. Els espectacles en directe d'Infected Mushroom presenten vocals i instruments analògics en actuacions que es configuren en un teló de fons multimèdia.

## Discografia
- The Gathering (1999)
- Classical Mushroom (2000)
- BPEmpire (2001)
- Converting Vegetarians (2003)
- IM the Supervisor (2004)
- Vicious Delicious (2007)
- Legend of the Black Shawarma (2009)
- Army of Mushrooms (2012)
- Converting Vegetarians II (2015)
- Retun to the Sauce (2017)
- Head of NASA and the 2 Amish Boys (2018)
- More Than Just a Name (2020)

## Rànquing DJ Magazine
| DJ                | 2005 | 2006 | 2007 | 2008 | 2009 | 2010 | 2011 | 2012 | 2013 | 2014 | 2015 | 2016 | 2017 |
| ----------------- | ---- | ---- | ---- | ---- | ---- | ---- | ---- | ---- | ---- | ---- | ---- | ---- | ---- |
| Infected Mushroom | 26è  | 12è  | 9è   | 10è  | 12è  | 13è  | 21è  | 43è  | 53è  | 49è  | 112è | 95è  | 120è |